# Bassie & Adriaan: De Verdwenen Kroon
Bassie & Adriaan: De verdwenen kroon (1988) is de zesde televisieserie van het Nederlandse duo Bassie en Adriaan.

## Verhaal
De Baron, B2 en Vlugge Japie  zaten sinds het vorige avontuur in de gevangenis. Nu ze ontsnapt zijn willen ze wraak nemen op Bassie en Adriaan. Ze stelen een kostbare kroon uit een museum nadat ze uit de gevangenis zijn ontsnapt. Ze houden zich schuil in een geheime kamer van een verlaten kasteel. Voor de kroon willen de boeven een flinke hoeveelheid losgeld, anders zullen ze hem laten omsmelten, en bovendien lokken ze Bassie en Adriaan vervolgens in een val. Het duo ontsnapt echter. Maar dan blijkt dat de baron hen ervan beschuldigt het losgeld gestolen te hebben. Ze moeten dus de boeven zien te vinden om hun onschuld te bewijzen. Met behulp van een door Robin gemaakt computerprogramma vinden ze de schuilplaats. De boeven proberen te vluchten naar het buitenland, maar onderweg rijden ze met hun auto in een val die Bassie en Adriaan hebben opgezet. Ze worden naar de politie gereden, waar ze direct achter de tralies worden gezet.

## Achtergrond

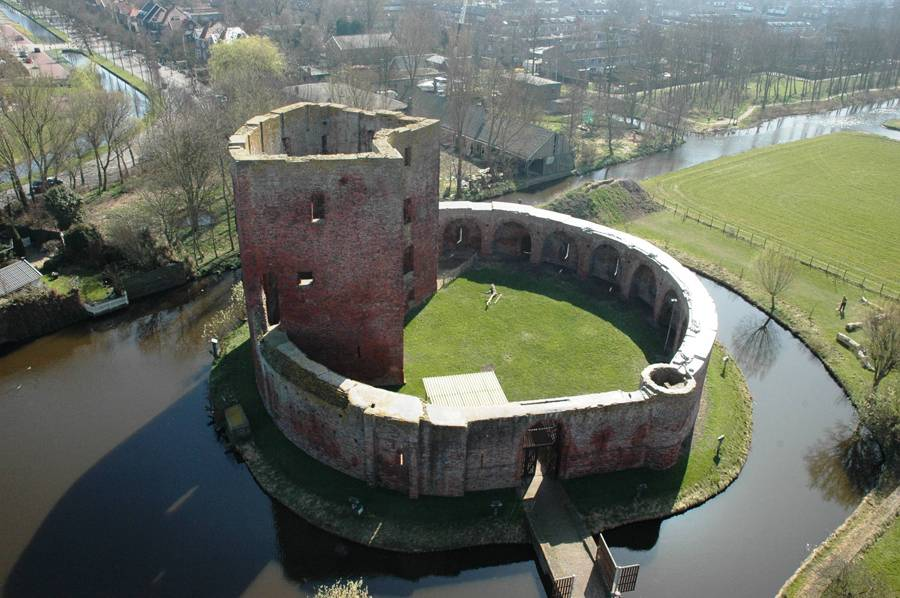
Ruïne van Teylingen in Voorhout. De schuilplaats van de boeven.

De verdwenen kroon is een van de weinige series van Bassie en Adriaan die helemaal in Nederland is opgenomen. De serie werd grotendeels in Vlaardingen en de omringende steden Maassluis, Schiedam en Rotterdam opgenomen. Ook Giessenburg, Naarden, Schoonhoven en Voorhout dienden als filmlocatie. De buitenkant van het museum waar de boeven de kroon stelen is het Hollandiagebouw aan de Oosthavenkade in Vlaardingen. De binnenopnamen zijn gemaakt in het visserijmuseum aan de Westhavenkade in Vlaardingen op 18 mei 1987. Dit museum heeft inmiddels een flinke verbouwing ondergaan. De opnames in Schoonhoven vonden plaats in juni 1987. De laatste scène van de boeven in de groene auto werd opgenomen op 27 oktober 1987.
De achtervolging met de twee waterscooters was oorspronkelijk een achtervolging op twee hovercrafts. Tijdens de opnamen bleek dat de scène opnemen niet mogelijk was. Door de luchtstroom, veroorzaakt door de speedboot waar de camera op stond, werden de hovercrafts steeds weggeblazen.
De verdwenen kroon is geïnspireerd op de kroon van Willem II, destijds in eigendom van Koningin Beatrix en de officiële kroon van het Koninkrijk der Nederlanden. Om de kroon exact na te maken kregen Bassie en Adriaan alle medewerking van de Rijksvoorlichtingsdienst. De kroon is gemaakt door goudsmid Eric Hulsman uit Vlaardingen.
De eerste herhaling was van 6 januari tot 24 februari 1989 door de TROS. Vanaf 16 april 1989 was de serie te zien op Kindernet en vanaf 7 maart 1990 bij de BRT. De serie is gebaseerd op het hoorspel Bassie en Adriaan en de verdwenen schat uit 1984. Het is de eerste serie waarin Paul van Gorcum de rol van de Baron op zich neemt, die in de vorige serie door Aad van Toor werd gespeeld.
De muziekarrangementen werden in deze uitzendingen gecomponeerd door arrangeur Aad Klaris en er werden verschillende nummers gebruikt als achtergrondmuziek van Jean-Michel Jarre. In 1997 kreeg Aad van Toor een zakelijk conflict met Aad Klaris en besloot toen om voor de laatste twee series nieuwe achtergrondmuziek en ook nieuwe muziekarrangementen voor de liedjes te maken in samenwerking met Bert Smorenburg. Later in 1999 werd Adrina Produkties in het gelijk gesteld door de rechter en had hiermee dus de originele muziekarrangementen kunnen blijven gebruiken. Desondanks kregen deze serie en De verzonken stad in 2000 een nabewerking waarbij alle achtergrondmuziek werd vervangen door de nieuwe achtergrondmuziek die destijds was gemaakt. Ook de leader werd vervangen door de nieuwe versie uit 1997.
In 2004 werd de serie digitaal opgeknapt en verscheen de serie voor het eerst op dvd. De muziek bleef echter hetzelfde als in 2000 en werd niet opnieuw in stereokwaliteit geplaatst. De muziek werd in 2011 vernieuwd voor de zender RTL Telekids.  In 2020 werd de nieuwste nabewerking van de hele serie op YouTube geplaatst.

## Personages
| Personage              | Acteur                       |
| ---------------------- | ---------------------------- |
| Bassie                 | Bas van Toor                 |
| Adriaan                | Aad van Toor                 |
| De Baron               | Paul van Gorcum              |
| B2                     | Joop Dikmans                 |
| Vlugge Japie           | Bas van Toor                 |
| Adjudant Van der Steen | Dick Rienstra                |
| Agent                  | Theo van Woerden             |
| Wachtmeester Elsink    | Jan Buitenga                 |
| Agent in Burger 1#     | Arie Blokland                |
| Agent in Burger 2#     | Jan Doets                    |
| Stem Robin             | Ina van Toor                 |
| Lara (hond)            | Lara (hond van Aad van Toor) |

## Afleveringen
| № | Titel                      | Eerste uitzenddatum Nederland |
| - | -------------------------- | ----------------------------- |
| 1 | Een toevallige ontmoeting  | 5 januari 1988                |
| 2 | Het museumbezoek           | 12 januari 1988               |
| 3 | De inbraak                 | 19 januari 1988               |
| 4 | De dreigbrief              | 26 januari 1988               |
| 5 | Een miljoen gulden losgeld | 2 februari 1988               |
| 6 | Bedrogen door bedriegers   | 9 februari 1988               |
| 7 | Het computerprogramma*     | 16 februari 1988              |
| 8 | De ontsnappingsroute       | 23 februari 1988              |

* Deze aflevering bevat in het begin een kort stukje waarin Bassie samen met Lara praat over wat er gebeurde in de vorige aflevering. Dit is nooit op VHS of dvd verschenen. 
In 2011 werd de serie uitgezonden op RTL 8 opgesplitst in 20 afleveringen.

## Liedjes
| Nummer | Liedje                |
| ------ | --------------------- |
| 1      | In de lente           |
| 2      | Een gewaarschuwd mens |

## Achtergrondmuziek
De muziek die in 2000 vervangen is:
| Uitvoerder (+ muziekschrijver) | Titel                    | Gebruikt in/bij                                      | Album                                    |
| ------------------------------ | ------------------------ | ---------------------------------------------------- | ---------------------------------------- |
| Aad Klaris                     | Diverse deuntjes         | Diverse scènes                                       |                                          |
| Harry Forbes                   | Easy Work                | Diverse scènes                                       | PML63 - New Technology Volume 3 - (1982) |
| Jean Michel Jarre              | Magnetic Fields 1 deel 1 | Achtervolgingsscènes                                 | Magnetic Fields                          |
| Jean-Michel Jarre              | Magnetic Fields 1 deel 3 | Achtervolging Vlugge Japie naar de veerpont          | Magnetic Fields                          |
| Jean-Michel Jarre              | Équinoxe IV              | B&A rennen uit bunker nadat ze daar opgesloten waren | Équinoxe                                 |
| Jean-Michel Jarre              | Équinoxe I               | B&A springen van brug op boot                        | Équinoxe                                 |
| Jean-Michel Jarre              | Équinoxe II              | Duikboot met boeven komt boven                       | Équinoxe                                 |

## Uitgave
| Jaar | Uitgever             | Medium | Opmerking |
| ---- | -------------------- | ------ | --- |
| 1992 | CNR                  | VHS    | De complete serie in twee delen opgesplitst. Het kasteel op de hoes is niet Teylingen, maar de Ruïne van Brederode. - Deel 1: De inbraak (titel video-uitgave 1992) - Deel 2: 1.000.000 Losgeld (titel video-uitgave 1992) |
| 2000 | Arcade               | VHS    | Dubbelbox. Originele achtergrondmuziek vervangen door nieuwe achtergrondmuziek van Aad van Toor en Bert Smorenburg. Een aantal dialogen van Robin zijn opnieuw ingesproken. In 2001 uitgebracht door Bridge Entertainment. |
| 2004 | Bridge Entertainment | Dvd    | Digitaal opgeknapt. In 2007 uitgebracht op 2 dvd's. |

## Trivia
- Volgens een krantenartikel uit 1987 zou de vervolgserie op Het geheim van de schatkaart zich afspelen in Maleisië. Aad van Toor was hiervoor in februari 1987 op werkbezoek.[4]
- De auto van Bassie en Adriaan is een Honda Prelude. Tijdens de opnames werd één auto gebruikt, waardoor de auto in de serie het kenteken heeft: NB-59-KX.
- De agent, gespeeld door Theo van Woerden, is in de realiteit de broer van Ina van Toor-van Woerden, de vrouw van Aad van Toor. Hij was in het echt ook agent, bij de Koninklijke Marechaussee.
- In het museum zien Bassie en Adriaan een beeldje van The Crocksons en verwonderen zich over de acrobatische toeren die dit duo kon uithalen. In werkelijkheid waren Bassie en Adriaan zelf The Crocksons.
- In aflevering 1: Een toevallige ontmoeting loopt de Baron niet met de wandelstok met paardenhoofd, maar met een gewone stok met recht handvat, die wat op een koevoet lijkt. Dit is te zien als de boeven de kasteelruïne gaan verkennen. In de opvolgende afleveringen heeft de Baron wel weer de wandelstok met paardenhoofd.